# Équipe du pays de Galles de rugby à XV au Tournoi des Cinq Nations 1976
L'Équipe du pays de Galles de rugby à XV au Tournoi des Cinq Nations 1976 termine première en réussissant un Grand Chelem (quatre victoires en quatre matchs). Quatorze joueurs ont joué les quatre matchs du tournoi, le troisième ligne aile Terry Cobner a disputé les deux premiers matchs et a été ensuite remplacé par Thomas David. L'entraîneur est John Dawes.

## Les joueurs
Les numéros indiqués sont ceux portés par les joueurs, ils indiquent leur position dans l'équipe. Les noms des joueurs qui avaient déjà remporté le Grand Chelem en 1971 sont en caractères gras.
1. Charlie Faulkner
2. Bobby Windsor
3. Graham Price
4. Allan Martin
5. Geoff Wheel
6. Terry Cobner et Thomas David
7. Trefor Evans
8. Mervyn Davies (capitaine)
9. Gareth Edwards
10. Phil Bennett
11. JJ Williams
12. Steve Fenwick
13. Ray Gravell
14. Gerald Davies
15. JPR Williams

## Résultats des matchs
- Le 17 janvier, victoire 21-9 contre l'équipe d'Angleterre à Twickenham
- Le 7 février, victoire 28-6 contre l'équipe d'Écosse à Cardiff
- Le 21 février, victoire 34-9 contre l'équipe d'Irlande à Dublin
- Le 6 mars, victoire 19-13 contre l'équipe de France à Cardiff

## Points marqués par les Gallois

### Match contre l'Angleterre
- Gareth Edwards (4 points): 1 essai
- Allan Martin (3 points) : 1 pénalité
- JPR Williams (8 points) : 2 essais
- Steve Fenwick (6 points) : 3 transformations

### Match contre l'Écosse
- Phil Bennett (13 points) : 2 transformations, 3 pénalités
- Gareth Edwards (4 points) : 1 essai
- Steve Fenwick (3 points) : 1 drop
- Trefor Evans (4 points) : 1 essai
- JJ Williams (4 points) : 1 essai

### Match contre l'Irlande
- Gareth Edwards (4 points) : 1 essai
- Allan Martin (3 points) : 1 pénalité
- Gerald Davies (8 points) : 2 essais
- Phil Bennett (19 points) : 1 essai, 3 transformations, 3 pénalités

### Match contre la France
L'équipe de France, conduite par Jacques Fouroux, perd ce match alors qu'elle marque deux essais, contre un par le pays de Galles.
- JJ Williams (4 points) : 1 essai
- Phil Bennett (6 points) : 2 pénalités
- Allan Martin (3 points) : 1 pénalité
- Steve Fenwick (6 points) : 2 pénalités